# Chacun pour tous
Pour plus de détails, voir Fiche technique et Distribution.
Chacun pour tous est une comédie française coécrite et réalisée par Vianney Lebasque, sortie en 2018.

## Synopsis
Un entraîneur d'une équipe de basketteurs déficients mentaux décide, pour les Jeux paralympiques, de tricher en incorporant dans l'effectif des joueurs valides.

## Fiche technique
Sauf indication contraire ou complémentaire, les informations mentionnées dans cette section peuvent être confirmées par la base de données : Unifrance
- Titre original : Chacun pour tous
- Titre de travail : Les Beaux Esprits[1]
- Réalisation : Vianney Lebasque
- Scénario : Frank Bellocq, Vianney Lebasque et Victor Rodenbach, d’après une idée originale de Caroline Hermand
- Direction artistique : Alain Delgrange
- Décors : Lionel Mathis et Bruno Via
- Photographie : Martin de Chabaneix
- Montage : Claire Fieschi[2]
- Musique : Bastien Burger, Audrey Ismaël et Thomas de Pourquery[2]
- Production : Jean-Yves Robin, Marc-Étienne Schwartz et Marc Stanimirovic
- Sociétés de production : M.E.S. Productions et Monkey Pack Films ; SND Groupe M6 et M6 Films[3] (coproductions)
- Société de distribution : SND Groupe M6 (France) ; Impuls Pictures (Suisse romande)
- Pays d’origine :  France
- Langue originale : français
- Format : couleur
- Genre : comédie
- Budget : 6 100 000 €
- Durée : 93 minutes
- Dates de sortie :
  - Suisse italienne : 1er août 2018[1] (Festival international du film de Locarno)
  - France : 31 octobre 2018 ; 280 332 entrées en fin d'exploitations.
  - Suisse romande : 7 novembre 2018

## Distribution
- Ahmed Sylla : Stan[3]
- Jean-Pierre Darroussin : Martin[3]
- Camélia Jordana : Julia[3]
- Olivier Barthélémy : Pippo[3]
- Estéban : André
- Thomas de Pourquery : Sam
- Nina Simonpoli-Barthelemy : Alice
- Delphine Chuillot : Hélène
- Frank Bellocq : Frank
- Dominic Gould : Owen Gordon
- Chris Ellis : journaliste américain

## Production

### Développement et genèse

#### Adapté d’une histoire vraie
Le réalisateur s’est penché sur les faits réels concernant l'équipe de basket-ball déficiente intellectuelle espagnole qui, en octobre 2000 a dû rendre sa médaille d'or après que le Comité paralympique espagnol s'est rendu compte que dix des douze joueurs de l'équipe n'avaient aucun handicap mental. Ce scandale a abouti à l'exclusion des handicapés mentaux aux Jeux paralympiques d'Athènes en 2004. Le Comité international paralympique a considéré qu'il était trop difficile de déterminer le niveau de handicap des athlètes déficients intellectuels.

### Tournage
Le tournage débute le 21 juillet 2017 à Paris, Bordeaux et Lisbonne, jusqu’au 5 octobre.

## Accueil

### Festivals et sorties
Ce film, alors sous le titre Les Beaux Esprits, est sélectionné dans la section « Piazza Grande » et projeté le 1er août 2018 au Festival international du film de Locarno, ainsi que, sous le titre Chacun pour tous, le 22 août 2018 au Festival du film francophone d'Angoulême dans la section « Coup de cœur ». Il sortira le 31 octobre 2018 en  France et le 7 novembre 2018 en Suisse romande.

### Box office
Le film cumule seulement 280 332 entrées  (08.2021)

## Distinctions
Nominations et sélections
- Festival international du film de Locarno 2018 : section « Piazza Grande »
- Festival du film francophone d'Angoulême 2018 : section « Coup de cœur »[6]

### Documentation
- Dossier de presse, de MDPH de Bordeaux